# Le diable fait le troisième
Pour le groupe musical, voir The Devil Makes Three.
Pour plus de détails, voir Fiche technique et Distribution.
Le diable fait le troisième (The Devil Makes Three) est un film dramatique d'aventures américain réalisé par Andrew Marton et sorti en 1952.

## Synopsis
Le capitaine Jeff Eliot, ancien membre de l'équipage d'un bombardier de la huitième armée de l'air, retourne en Allemagne en 1947 pour rendre visite à la famille qui l'a sauvé et caché des nazis après que son avion a été abattu au-dessus de Munich pendant la Seconde Guerre mondiale.
Il apprend que la plupart des membres de la famille ont été tués par un raid aérien américain. La seule survivante est la fille, Wilhelmina Lehrt dite « Willie », qui travaille comme hôtesse dans une discothèque et déteste les Américains. Eliot réussit néanmoins à séduire Willie et, pendant son séjour dans la boîte de nuit, il se lie d'amitié avec Heisemann, un humoriste.
Il s'avère que Heisemann a des liens secrets avec un mouvement nazi clandestin. Lorsqu'Eliot découvre cela, il en parle à ses supérieurs, qui lui ordonnent de poursuivre sa relation avec Willie pour en savoir plus sur les activités de Heisemann.
Le point culminant du film se déroule à Berchtesgaden, et les scènes où Heisemann est poursuivi dans les décombres ont été filmées à l'intérieur des ruines de la maison d'Hitler, juste avant sa démolition finale par le gouvernement allemand. Dans le dernier plan de la scène, Heisemann fait face à ses ravisseurs dans la fameuse grande baie vitrée de la maison.

## Fiche technique
- Titre français : Le diable fait le troisième[1]
- Titre original : The Devil Makes Three[2]
- Réalisation : Andrew Marton
- Scénario : Lawrence Bachmann (en), Jerry Davis
- Photographie : Václav Vích
- Montage : Ben Lewis
- Musique : Max Steiner
- Décors : Paul Markwitz, Fritz Maurischat
- Maquillage : John Truwe
- Production : Richard Goldstone
- Société de production : Metro-Goldwyn-Mayer
- Pays de production :  États-Unis
- Langue originale : anglais américain
- Format : Noir et blanc - 1,37:1 - Son mono - 35 mm
- Genre : Drame d'aventures
- Durée : 96 minutes
- Date de sortie : 
  - États-Unis : 19 septembre 1952
  - France : 5 décembre 1952

## Distribution
- Gene Kelly : Capt. Jeff Eliot
- Pier Angeli : Wilhelmina 'Willie' Lehrt
- Richard Rober : Col. James Terry
- Richard Egan : Ltnt. Parker
- Claus Clausen : Heisemann
- Wilfried Seyferth : Hansig
- Margot Hielscher : Chanteuse de bar
- Annie Rosar : Mme Keigler
- Heinrich Gretler : Monsieur Keigler
- Otto Gebühr : Monsieur Nolder
- Gertrud Wolle : Mme Nolder
- Bum Krüger : Monsieur Oberlitz
- Sepp Rist : garde-frontière allemand à l'autoroute
- Iván Petrovich : Sigmund Neffs
- Charlotte Flemming : jeune femme dans la cabine téléphonique
- Charles Gordon Howard : Ltnt. Farris
- Walter Janssen :